# Burwell (Nebraska)
Burwell é uma cidade localizada no Estado americano de Nebraska, no Condado de Garfield.

## Demografia
Segundo o censo americano de 2000, a sua população era de 1130 habitantes. 
Em 2006, foi estimada uma população de 1048, um decréscimo de 82 (-7.3%).

## Geografia
De acordo com o United States Census Bureau, a localidade tem uma área de 2,7 km², sem área coberta por água.

## Localidades na vizinhança
O diagrama seguinte representa as localidades num raio de 28 km ao redor de Burwell. 